# Stazione di Irsina
La stazione di Irsina è una stazione ferroviaria della ferrovia Altamura-Avigliano-Potenza, gestita dalle Ferrovie Appulo Lucane. Serve il comune di Irsina, in provincia di Matera.